# Teramene
Teramene, figlio di Agnone del demo di Stiria (in greco antico: Θηραμένης?, Thēraménēs, a sua volta da θήρα ("caccia") e μένος ("forza vitale"); Coo, 450 a.C. circa – Atene, 404 a.C.), è stato un politico, oratore e militare ateniese.
Nato nell'isola di Coo da Agnone, ma cittadino ateniese, Teramene fu uno dei fautori del colpo di Stato oligarchico ateniese del 411 a.C., che portò al governo la Boulé dei Quattrocento. Successivamente si oppose a tale regime, sostituendolo con l'assemblea dei Cinquemila che, dopo aver eliminato i principali esponenti dei Quattrocento, nel 409 a.C. restaurò pienamente la democrazia.
Dopo aver ricoperto la carica di stratego, fu trierarca durante la battaglia delle Arginuse del 406 a.C., combattuta tra Atene e Sparta nelle fasi finali della guerra del Peloponneso. Nel conseguente processo, fu accusato assieme agli altri ufficiali di aver abbandonato i naufraghi al loro destino. Teramene fu assolto a scapito degli strateghi suoi superiori che furono invece condannati a morte.
Dopo la sconfitta ateniese nella battaglia di Egospotami (405 a.C.), fu inviato a Sparta come ambasciatore per trattare la resa di Atene. Tornato in patria, convinse l'assemblea ad accettare le condizioni degli Spartani, che implicavano la demolizione delle Lunghe Mura.
Dopo la costituzione del regime oligarchico filo-spartano dei Trenta tiranni, del quale fece parte, venne in contrasto con Crizia, il capo dei Trenta, per il suo governo repressivo e sanguinario e fu da questi costretto al suicidio (404 a.C.)
Senofonte tramanda che fu soprannominato dai contemporanei Coturno per il suo trasformismo politico nel passare con disinvoltura dalla fazione oligarchica a quella democratica e viceversa: il coturno, infatti, era un calzare utilizzato dagli attori tragici che poteva essere indifferentemente calzato sia al piede destro sia a quello sinistro. Plutarco testimonia come Giulio Cesare espresse nei suoi scritti la sua stima verso Teramene, paragonandolo a Pericle e a Cicerone; infine, secondo Aristotele, Teramene fu, assieme a Nicia e a Tucidide di Melesia, uno dei tre soli ateniesi di nobili origini che nutrirono affetto e benevolenza verso il popolo.

## Biografia

### Origini
Le fonti antiche hanno tramandato poche notizie sulle origini di Teramene. Plutarco tramanda che nacque nell'isola di Coo e sappiamo che era cittadino ateniese del demo di Stiria e figlio di Agnone, il capo del gruppo di coloni che nel 437-436 a.C. fondarono Anfipoli. Tucidide riporta che Agnone militò nell'esercito ateniese come stratego e che fu tra i firmatari della pace di Nicia.
Secondo quanto riportato da Lisia, la carriera politica di Agnone si incrociò con quella del figlio quando nel 411 a.C., assieme ad altri nove commissari, fu incaricato dal governo oligarchico dei Quattrocento di redigere la nuova costituzione ateniese.

### Il colpo di Stato oligarchico del 411 a.C.

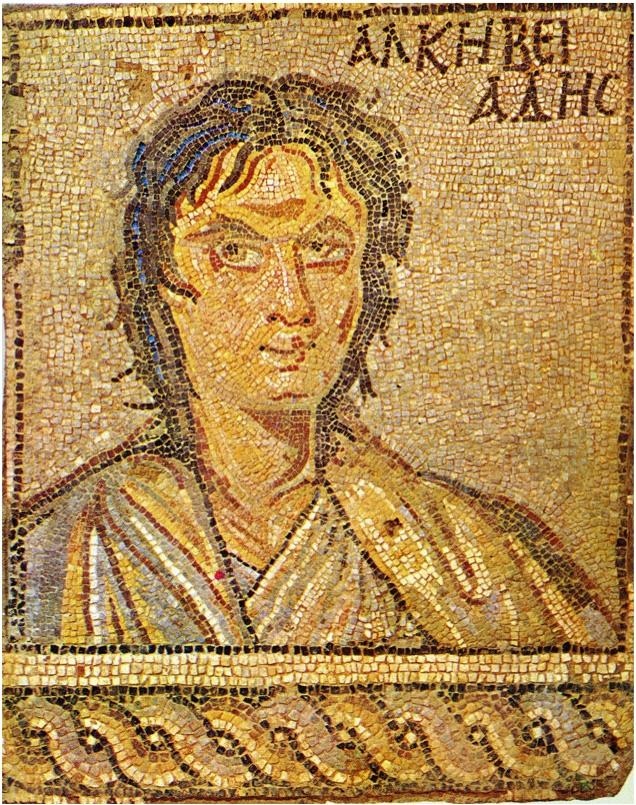
Alcibiade, ispiratore del colpo di Stato del 411 a.C.

Teramene iniziò la carriera politica nel 411 a.C. quando fu tra i fautori del colpo di Stato che portò alla temporanea soppressione della democrazia ateniese a favore di un governo oligarchico, la cosiddetta Boulé dei Quattrocento.
I motivi di questo cambiamento politico ad Atene sono da ricercarsi da una parte nell'esilio di Alcibiade (415 a.C.), dall'altra nella clamorosa disfatta nella spedizione in Sicilia (413 a.C.), che portò alla perdita quasi completa della flotta e dell'esercito ateniese.
Alcibiade, infatti, secondo quanto riporta Tucidide, persuase alcuni triearchi della flotta ateniese di stanza a Samo e alcuni politici, tra i quali Pisandro e Teramene, a convincere l'assemblea dei cittadini a rinunciare al governo democratico, con la promessa che sarebbe riuscito a spingere il satrapo Tissaferne, al cui seguito si trovava, a garantire l'appoggio persiano ad Atene nella guerra contro Sparta. Tissaferne, infatti, non avrebbe mai accettato, secondo Alcibiade, di allearsi con Atene se la città non avesse rinunciato al regime democratico.
Pisandro convinse quindi l'ecclesia ad accettare la proposta, e fu inviato un emissario ad Alcibiade, per comunicargli che gli venivano attribuiti, nonostante si trovasse in esilio, i pieni poteri per le trattative con Tissaferne.
Alcibiade tuttavia non riuscì a persuadere il satrapo, ma Pisandro e i suoi compagni, tra i quali Teramene, ormai determinati al cambiamento istituzionale, si recarono a Samo, dove si assicurarono l'appoggio della flotta e incoraggiarono alcuni cittadini dell'isola a rovesciare il governo locale e a instaurarvi un regime oligarchico.
Nel frattempo, ad Atene, alcuni giovani aristocratici, cavalcando il malcontento generale per la sconfitta in Sicilia, presero il potere attraverso l'intimidazione e la forza, uccidendo chi si opponeva al colpo di Stato e preparando il ritorno da Samo di Pisandro e degli altri politici, tra i quali Teramene, che avevano appoggiato la rivolta.
Pisandro e i suoi compagni convocarono l'assemblea e annunciarono una serie di misure, tra le quali la formale abolizione della democrazia, che sarebbe stata sostituita da una Boulé composta da quattrocento ateniesi scelti da una lista più ampia di cinquemila cittadini. Successivamente essi abrogarono le leggi in vigore e promulgarono una nuova costituzione di stampo oligarchico.

### La restaurazione democratica

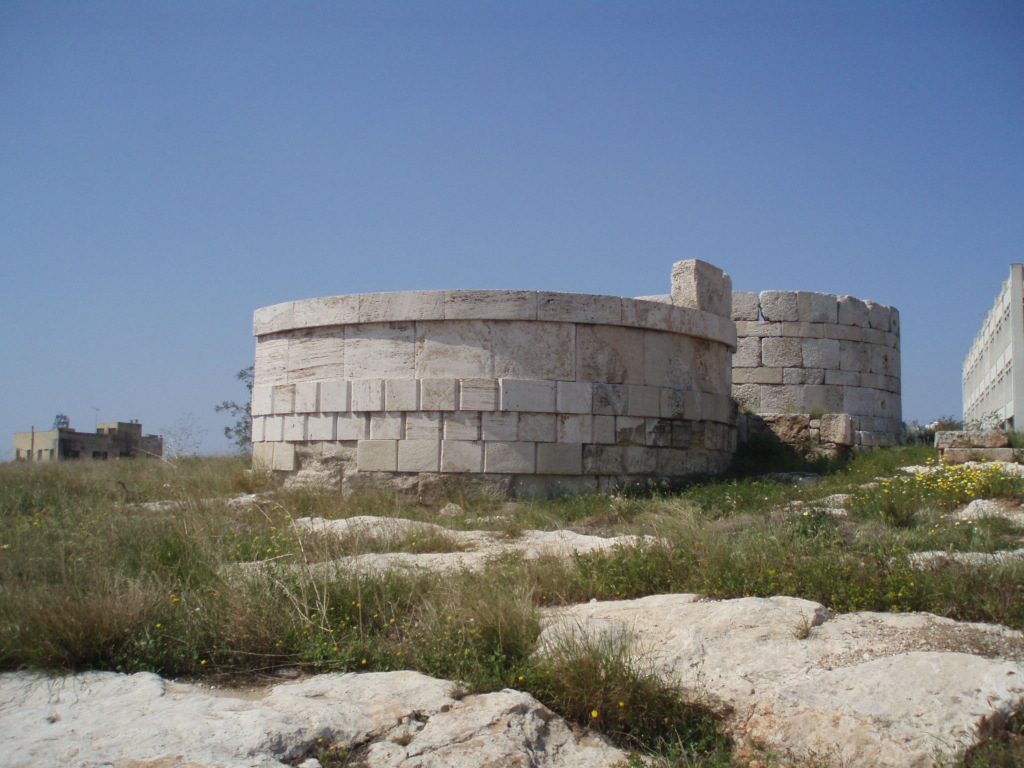
L'Eezioneia, il molo del Pireo dove i Quattrocento eressero la fortificazione che Teramene fece abbattere

Il governo oligarchico non durò però a lungo: il colpo di Stato a Samo fallì e l'esercito di stanza nell'isola, una volta giunte le notizie, forse esagerate, delle intimidazioni e degli eccidi che venivano perpetrati ad Atene, giurò fedeltà alla democrazia. Nel frattempo, ad Atene, il governo si divise tra i radicali, tra i quali Pisandro, Frinico e Antifonte di Ramnunte, che ricercavano con ogni forma di pressione la pace con Sparta, e i moderati, tra i quali Teramene e Aristocrate, figlio di Scelio, che intendevano invece allargare il potere a un'assemblea di cinquemila cittadini, anche se quest'ultima ipotesi fu considerata da Tucidide pura propaganda.
La fazione radicale iniziò quindi a costruire una fortificazione sulla Eezioneia, il molo posto all'ingresso del Pireo, in modo da affrontare un attacco sia dal mare sia da terra. Gli oligarchi ammassarono al suo interno grandi quantità di derrate alimentari.
Teramene protestò veementemente contro la costruzione di tale opera, sostenendo che era stata preparata per essere consegnata agli Spartani e ai loro alleati quando avessero attaccato il porto.
La situazione precipitò quando una flotta peloponnesiaca si avvicinò al Pireo, e Frinico, uno dei capi della fazione radicale dei Quattrocento, fu assassinato senza che si riuscissero a identificare i mandanti dell'omicidio.
A quel punto Aristocrate, il comandante di un reggimento di opliti al Pireo, arrestò Alessicle, un generale fedele alla fazione radicale, e Teramene, a sorpresa, si offrì volontario per guidare un gruppo di militari al Pireo per liberare il generale. Teramene, giunto al porto, ordinò ai soldati di liberare Alessicle ma, quando gli opliti gli chiesero se la costruzione della fortificazione di Eezioneia fosse una mossa giusta, rispose che abbatterla sarebbe stata una buona idea, e quindi esortò i militari a farlo.
Qualche giorno dopo, la flotta peloponnesiaca arrivò davanti al Pireo ma, trovando la fortificazione dell'Eezioneia distrutta e il porto ben difeso, ripiegò verso l'isola di Eubea (410 a.C.)
Nei giorni successivi, la Boulé dei Quattrocento fu formalmente sciolta e fu istituito un nuovo governo sostenuto dai moderati e guidato da un'assemblea di cinquemila cittadini, scelti tra coloro che avevano abbastanza denaro da "giovare alla città sia coi cavalli sia cogli scudi", cioè tra gli opliti: l'ideale di Teramene era rappresentato da un governo che, pur non essendo un'oligarchia, escludesse comunque i nullatenenti dalle cariche pubbliche.

### Teramene stratego

La strategia di Alcibiade nella battaglia navale di Cizico: attirata la flotta spartana in mare aperto, la chiuse fra tre fuochi con l'intervento delle flotte di Trasibulo e di Teramene

Teramene fu nominato stratego dall'assemblea dei Cinquemila e gli fu affidato il comando della flotta che operava nell'Ellesponto.
Dopo la vittoria ateniese nella battaglia di Abido (411 a.C.) Teramene, al comando della sua flotta, attaccò i ribelli dell'Eubea, soppresse alcune oligarchie che si erano formate nelle isole dell'Egeo e raccolse fondi a favore della madrepatria da diverse città costiere. Fece vela quindi verso le coste della Macedonia, dove collaborò con Archelao I nell'assedio di Pidna e raggiunse infine in Tracia la flotta del collega Trasibulo.
Successivamente, partecipò alla battaglia navale di Cizico (410 a.C.) agli ordini di Alcibiade, che era stato nel frattempo fatto rientrare dall'esilio. In quell'occasione la vittoria ateniese fu completa, infatti la flotta spartana, attirata in mare aperto, fu accerchiata dalle flotte di Teramene e di Trasibulo che tagliarono ai Lacedemoni la possibilità di ripiegare verso la terraferma: tutte le navi spartane furono distrutte o catturate.
Dopo questa vittoria, gli Ateniesi costruirono a Cizico una fortificazione che controllava lo stretto del Bosforo e dalla quale veniva richiesto a tutte le navi mercantili in transito di pagare un dazio del valore della decima parte del carico. Teramene rimase con trenta navi a Cizico per controllare la riscossione del tributo mentre ad Atene il governo dei Cinquemila veniva consensualmente destituito e la democrazia ripristinata.
Nel 408 a.C. Teramene partecipò, ancora sotto il comando di Alcibiade, all'assedio di Bisanzio, vincendo l'esercito peloponnesiaco di Beoti e Megaresi di stanza nella città, comandato dallo spartano Clearco. Teramene guidò l'ala sinistra dell'esercito ateniese, Alcibiade la destra.

### La battaglia delle Arginuse e il conseguente processo

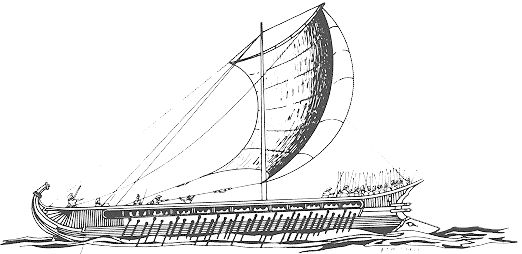
Un'antica trireme. Circa 25 triremi ateniesi affondarono o non furono in grado di navigare in seguito alla battaglia delle Arginuse. Teramene e Trasibulo furono incaricati dagli strateghi di soccorrere i naufraghi.

Nel 406 a.C. Teramene partecipò come trierarca alla battaglia delle Arginuse. La flotta ateniese ebbe la meglio su quella spartana a prezzo di gravi perdite: circa venticinque triremi ateniesi affondarono o non furono in grado di rientrare. Volgendo la sorte a favore degli Ateniesi, gli strateghi che nel frattempo stavano inseguendo la flotta nemica, incaricarono Teramene con il collega Trasibulo di soccorrere i naufraghi, ma una violenta tempesta sopraggiunta nel frattempo rese impossibile ai due trierarchi il salvataggio e un numero imprecisato di naufraghi, probabilmente superiore al migliaio, morirono annegati.
Ad Atene si istituì quindi un processo per omesso soccorso contro gli otto strateghi che erano al comando della flotta. Gli strateghi accusarono invece i loro luogotenenti Teramene e Trasibulo di non aver eseguito i loro ordini, il che fu, secondo Diodoro, un errore molto grave, in quanto in questo modo si inimicavano due personaggi molto abili nell'arte oratoria, con molti sostenitori ad Atene, e che avevano direttamente partecipato alle fasi cruciali della battaglia navale.
Senofonte tramanda che Teramene, in particolare, fece partecipare all'assemblea numerosi cittadini che avevano capelli rasati ed erano vestiti di nero, come se fossero tutti parenti delle vittime, mentre invece erano abbigliati in quel modo per la festa delle Apaturie che era in corso in quei giorni. Inoltre, Teramene convinse a sostenere l'accusa contro gli strateghi il politico Callisseno, che pretese e ottenne la votazione per la pena di morte per gli imputati con scrutinio palese e non segreto, come era da procedura in questi casi.
Teramene e Trasibulo furono assolti, mentre gli otto strateghi, nonostante l'opposizione di Socrate, che in quell'occasione era stato sorteggiato come epistate, furono tutti condannati a morte e alla confisca dei beni; i sei strateghi presenti (due, infatti, non si erano recati ad Atene, sparendo nel nulla) furono giustiziati subito dopo.

### La resa di Atene
Nel 405 a.C., a Egospotami, la flotta ateniese fu duramente sconfitta e definitivamente distrutta dalla flotta peloponnesiaca, guidata dallo spartano Lisandro.
Gli Ateniesi, privati della flotta e con gli Spartani accampati alle porte della città pronti all'assedio, mandarono ambasciatori prima al re lacedemone Agide II, che si trovava nell'accampamento, e poi direttamente a Sparta dagli efori, offrendo la resa della città in cambio del mantenimento del Pireo e delle Lunghe Mura. Gli Spartani rifiutarono però l'offerta.
Teramene chiese e ottenne dall'assemblea di essere inviato come ambasciatore da Lisandro, dove restò per tre mesi a "spiare il momento in cui gli Ateniesi, totalmente privi di grano, avrebbero accettato qualunque proposta". Il quarto mese tornò, dicendo che era stato trattenuto da Lisandro e che questi gli aveva detto di andare a Sparta a parlare cogli efori: per questa missione l'assemblea conferì eccezionalmente a Teramene pieni poteri di trattativa, tanto che lo Stiriense non rivelò ai concittadini il contenuto della proposta che intendeva offrire agli Spartani, e lo mandò dagli efori con altri nove ambasciatori a trattare la pace. Il cosiddetto Papiro di Teramene, di recente scoperta, motiva questa segretezza con la volontà di evitare fughe di notizie prima dell'arrivo dell'ambasceria a Sparta.
Teramene negoziò la resa di Atene alle seguenti condizioni: abbattimento delle Lunghe Mura, limitazione del numero di triremi che potevano essere ricostruite e consegna di quelle rimaste tranne dodici, amnistia per gli Ateniesi in esilio, che avrebbero potuto quindi tornare in città, e subordinazione di Atene a Sparta per ogni decisione riguardante la politica estera. In cambio, Teramene ottenne che la città fosse risparmiata, e che potesse mantenere la costituzione democratica.
Teramene tornò ad Atene esponendo le condizioni della resa, e Plutarco racconta che quando il demagogo Cleomene gli rimproverò che stava consegnando ai Lacedemoni le mura che Temistocle aveva eretto per difendere la città dei Lacedemoni stessi, Teramene rispose:
(Plutarco, Vita di Lisandro, 14, 6 - traduzione di Carlo Carena, Mondadori 1981)
Messe ai voti le condizioni di resa, l'assemblea accettò e le Lunghe Mura furono abbattute. La guerra del Peloponneso era dunque terminata con la vittoria di Sparta (404 a.C.)

### I Trenta tiranni
Pur mantenendo formalmente la costituzione democratica, i politici ateniesi fautori dell'oligarchia, tornati ad Atene dall'esilio e appoggiati dagli Spartani, imposero alla città un governo nel quale il potere era esercitato esclusivamente da trenta magistrati, detti i "Trenta tiranni". Teramene inizialmente aveva avversato questa decisione, ma poi fu convinto da Lisandro. Secondo Lisia dieci dei Trenta tiranni furono scelti dai fautori dell'oligarchia, dieci direttamente da Lisandro e dieci da Teramene, che incluse sé stesso nel gruppo; secondo lo storico Luciano Canfora, comunque, questa suddivisione è inverosimile.
Ben presto Teramene si scontrò con la politica repressiva e autoritaria dei suoi colleghi e in particolare di Crizia, capo indiscusso del gruppo, che instaurò un vero e proprio regime di terrore, mandando a morte parecchi cittadini col solo motivo di essere stati popolari durante il periodo democratico.
Teramene, non potendo opporsi a Crizia con la forza, tentò di estendere il potere decisionale a una cerchia più ampia di cittadini. Crizia dunque per osteggiare tale disegno prevenne Teramene scegliendo tremila ateniesi da associare al governo. Teramene obiettò che questo numero fosse troppo esiguo e Crizia, per tutta risposta, fece confiscare le armi di tutti gli Ateniesi che non erano inclusi in tale lista.
Successivamente i Trenta decisero di arrestare e far uccidere altrettanti meteci, scelti tra i più facoltosi, al solo scopo di confiscare loro i beni: Teramene si rifiutò di eseguire l'ordine; Crizia allora intuì che lo Stiriense era troppo pericoloso e decise di eliminarlo. Convocatolo davanti all'assemblea dei Tremila, lo accusò pubblicamente di seguire la fazione politica che gli convenisse a seconda delle circostanze, ricordando, come testimonia Senofonte, il suo soprannome di "Coturno".
Nella sua difesa Teramene ribatté di essersi sempre comportato da politico moderato, cercando di conciliare le tradizioni democratiche con una forma di governo che includesse nel potere decisionale solo i cittadini ateniesi che avessero almeno il grado militare di oplita. Il discorso di Teramene fece presa sull'assemblea e, secondo quanto riporta Senofonte, Crizia intuì che, se si fosse andati al voto, lo Stiriense sarebbe stato assolto. Il capo dei Trenta Tiranni fece quindi schierare dei soldati armati davanti all'assemblea per impedire ai cittadini di intervenire e dopo aver formalmente destituito Teramene dai Trenta ordinò agli Undici, gli ufficiali addetti alle condanne a morte, di arrestarlo, negandogli la possibilità di difendersi in un regolare processo.

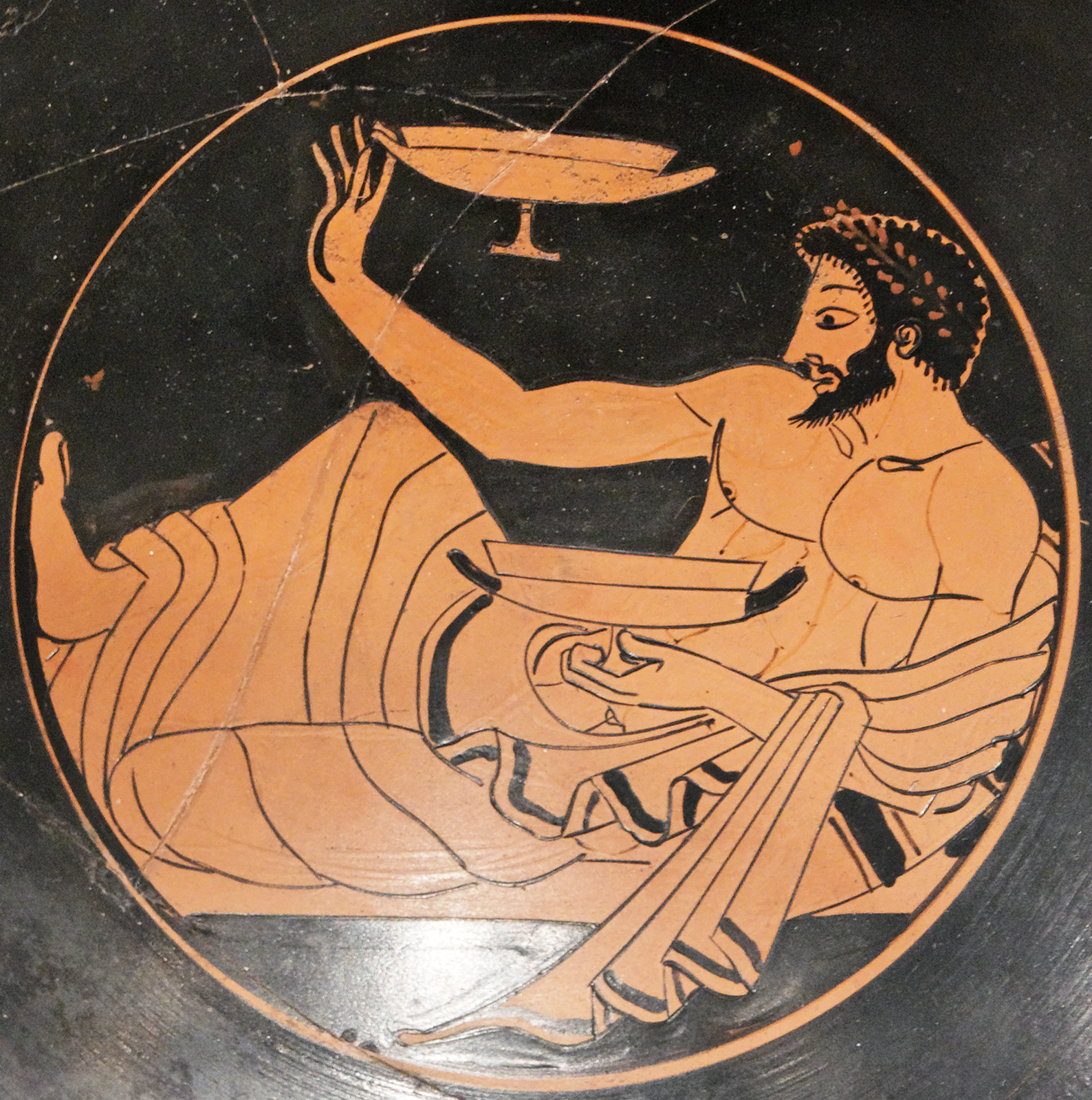
Giocatore di cottabo raffigurato su una kylix attica a figure rosse: Teramene parodiò questo gioco prima di morire

Senofonte riporta che Teramene invocò gli dei a testimonianza del crimine che veniva commesso e quando Satiro, uno dei collaboratori degli Undici, gli intimò che se non fosse stato zitto gli sarebbe capitato qualcosa di male, lo Stiriense, con amaro senso dell'umorismo, rispose:
(Senofonte, Elleniche, 2, 3,56)
Fu quindi costretto a bere la cicuta. Senofonte racconta che, dopo aver vuotato quasi completamente la tazza, ebbe la presenza di spirito, negli attimi prima di morire, di parodiare il gesto del gioco del cottabo, secondo il quale si doveva centrare un piatto con le gocce di vino rimaste nel bicchiere, e lanciò le ultime gocce del veleno a terra esclamando:
(Senofonte, Elleniche, 2, 3,56)

## Storiografia
Teramene, protagonista dei maggiori punti di controversia degli ultimi anni del V secolo a.C., dall'esperimento oligarchico della Boulé dei Quattrocento al processo delle Arginuse, dalla resa di Atene fino alla tirannide dei Trenta, è stato sia elogiato sia disprezzato dalla storiografia antica e moderna. La sua figura complessa emerge in ogni caso, dando adito a svariate interpretazioni della sua breve e intensa carriera politica.

### Fonti antiche

#### Senofonte e Tucidide

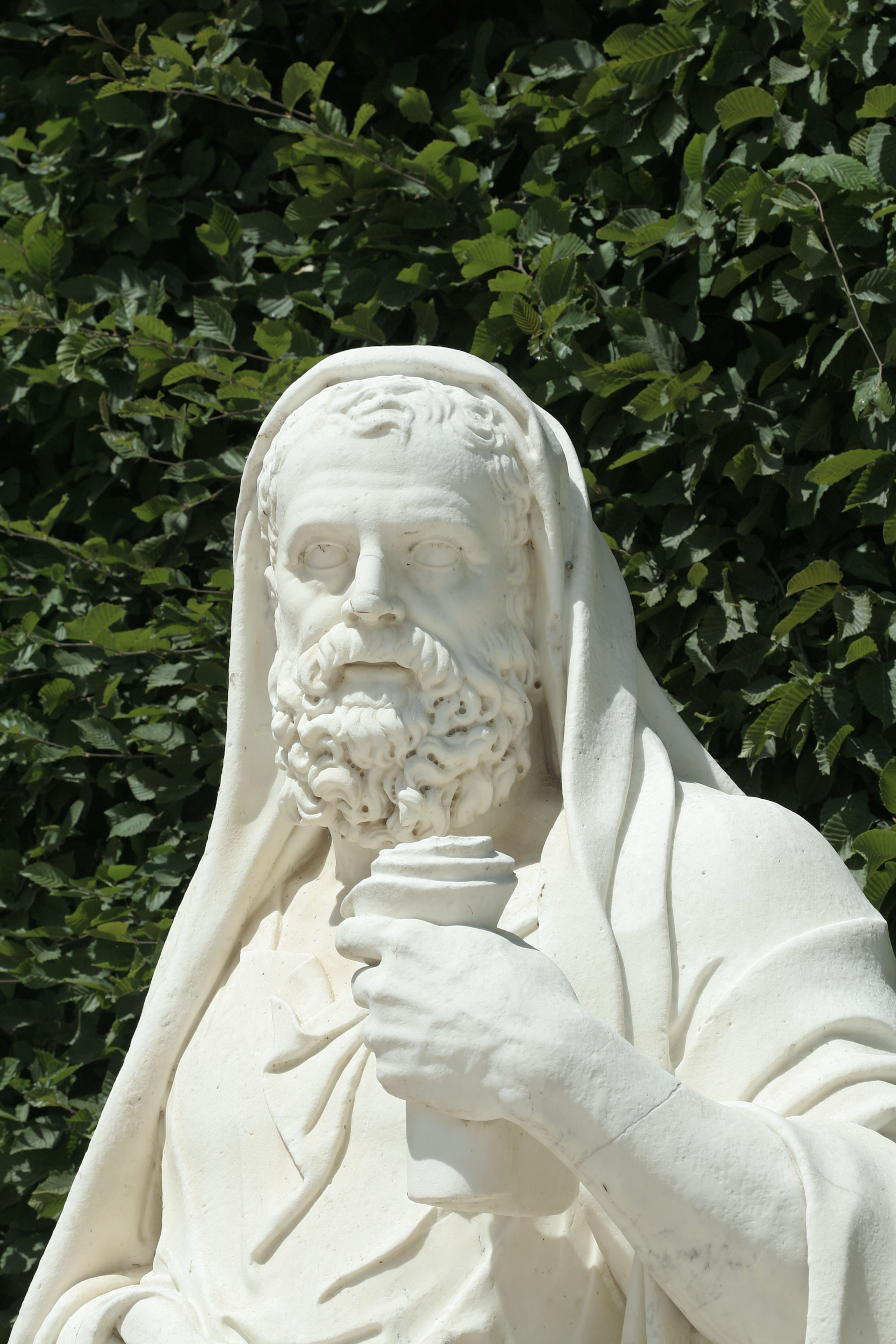
L'oratore Lisia attribuisce a Teramene, in quanto membro effettivo dei Trenta, la responsabilità condivisa delle atrocità perpetrate durante il periodo della tirannide

Le fonti antiche che descrivono nel dettaglio la personalità e l'operato politico di Teramene sono principalmente le Elleniche di Senofonte e l'orazione Contro Eratostene di Lisia.
Nel secondo libro delle Elleniche Senofonte tratteggia un ritratto apologetico di Teramene, evidenziando la sua contrarietà alla tirannide di Crizia e l'eroica difesa nel processo da questi intentato nei suoi confronti. Il filologo Luciano Canfora nota però una netta differenza tra il primo e il secondo libro: mentre nel primo si evidenziano chiaramente le sue responsabilità nell'ingiusto processo delle Arginuse, nel secondo si fanno notare tutte le sue qualità positive; Canfora conclude perciò che il primo libro fu probabilmente basato su un lascito di Tucidide, scrittore come Lisia ostile a Teramene.

#### Lisia
Lisia gli attribuisce, in quanto membro effettivo dei Trenta, la responsabilità condivisa delle atrocità perpetrate durante il periodo della tirannide, motivando la sua versatilità politica con la sete di potere che lo spinse a schierarsi prima con gli oligarchici, poi coi democratici, poi coi Tiranni, per rinnegarli infine nell'ultimo periodo della sua vita.
Secondo l'oratore ateniese, infatti, la scelta di schierarsi contro i Quattrocento, dei quali inizialmente era stato un fautore e uno dei principali artefici, era motivata dal fatto che costoro l'avevano relegato a un ruolo di secondo piano nel governo della città, mentre il voltafaccia nei confronti di Crizia non sarebbe stato motivato dalla lealtà nei confronti dei cittadini dopo la svolta autoritaria del regime, bensì dalla sete di potere che avrebbe spinto lo Stiriense a cercare una posizione dominante nel gruppo, cercando di nuovo il consenso popolare.
Lisia insiste inoltre sulle responsabilità di Teramene nell'instaurazione del governo dei Trenta, evitando però accuratamente di dilungarsi sull'opposizione dello Stiriense a Crizia, ma soprattutto lo incolpa di aver tradito Atene in occasione della fine della guerra del Peloponneso, costringendo i cittadini ad accettare le durissime condizioni di resa dei Lacedemoni, che prevedevano la demolizione delle mura e la perdita della flotta. A questo proposito, Lisia lo contrappone alla figura di Temistocle, che aveva invece eretto le mura a difesa della città ingannando gli Spartani.
L'ostilità di Lisia nei confronti di Teramene è facilmente spiegabile dal contesto dell'orazione che, formulata dall'oratore come accusa nel processo intentato, dopo la restaurazione democratica, contro Eratostene, un membro dei Trenta che era stato direttamente responsabile dell'uccisione di Polemarco, fratello di Lisia stesso. Eratostene apparteneva infatti allo schieramento moderato dei Trenta, capeggiato da Teramene, perciò Lisia per cercare di aggravare le responsabilità dell'accusato cerca in tutti i modi di screditare l'operato della fazione politica dello Stiriense, evidenziando come i Trenta tiranni fossero tutti responsabili delle atrocità commesse durante il regime, nonostante le opposizioni interne al gruppo.

#### Aristotele, Plutarco e oltre
La tradizione ostile dovuta all'orazione di Lisia non ha però impedito a Teramene di essere preso come esempio positivo dagli scrittori degli anni successivi: Aristotele lo definisce un moderato e un cittadino modello e lo associa a Nicia e a Tucidide come esempio di ateniese di nobili origini che abbia nutrito benevolenza e affetto verso il popolo, mentre Plutarco testimonia come Giulio Cesare abbia espresso nei suoi scritti la sua stima verso lo Stiriense, paragonandolo a Pericle e a Cicerone. Secondo Luciano Canfora, anche la storiografia romana riguardante l'epoca di Teramene è stata influenzata dal giudizio positivo del II libro di Senofonte.

### Storiografia moderna
La storiografia moderna del diciannovesimo secolo, seguendo la tradizione ostile di Lisia, considera generalmente Teramene un voltagabbana e un traditore, soprattutto per il suo atteggiamento nel processo delle Arginuse.
La scoperta della Costituzione degli Ateniesi di Aristotele nel 1890 consentì però una rivalutazione storica del personaggio perché, come abbiamo visto, il filosofo di Stagira presenta Teramene come cittadino moderato ed esemplare.
Secondo Luciano Canfora, Aristotele si rifece prevalentemente a Eforo di Cuma, che a sua volta era stato fortemente influenzato da Isocrate, sostenitore della teoria secondo la quale è dovere del bravo cittadino saper fare politica in ogni sistema politico, purché non deviante.
La storiografia recente accetta in genere l'immagine moderata di Teramene, fautore di un'idea di democrazia dove le decisioni debbano essere prese dai cittadini che siano almeno della condizione di oplita, in contrasto quindi sia agli estremismi dell'oligarchia autoritaria sia a quelli della demagogia populista.

## Cronologia degli eventi
- 450 a.C. circa Teramene nasce nell'isola di Coo da Agnone. È un cittadino ateniese del demo di Stiria.
- 411 a.C. Teramene partecipa al colpo di Stato oligarchico della Boulé dei Quattrocento.
- 410 a.C. Teramene fa demolire la fortificazione della Eezioneia fatta erigere dalla Buolé dei Quattrocento, che viene successivamente sciolta. Teramene viene eletto stratego e partecipa, alla guida di una flotta, alla battaglia navale di Cizico.
- 408 a.C. Teramene guida l'ala sinistra dell'esercito ateniese durante l'assedio di Bisanzio.
- 406 a.C. Teramene partecipa come trierarca alla battaglia delle Arginuse. Nel conseguente processo, viene assolto mentre i suoi superiori vengono condannati a morte.
- 404 a.C. Teramene viene inviato a Sparta come ambasciatore plenipotenziario per trattare la resa. Ad Atene viene instaurato il regime oligarchico dei Trenta tiranni del quale Teramene fa parte. Venuto in contrasto con Crizia, il capo dei Trenta, viene da questi mandato a morte.